# Ladungskühlanlage

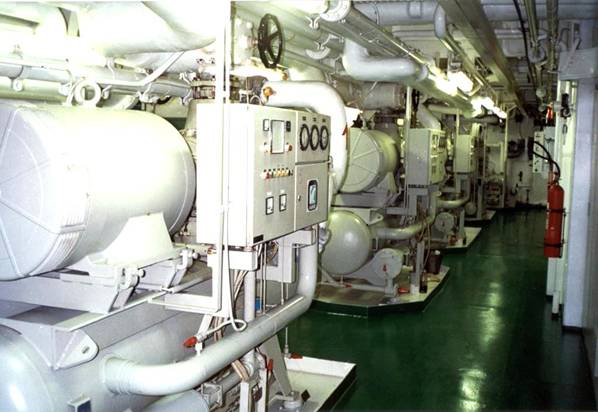
Einer von mehreren Verdichtern eines zentralen Kältesystems

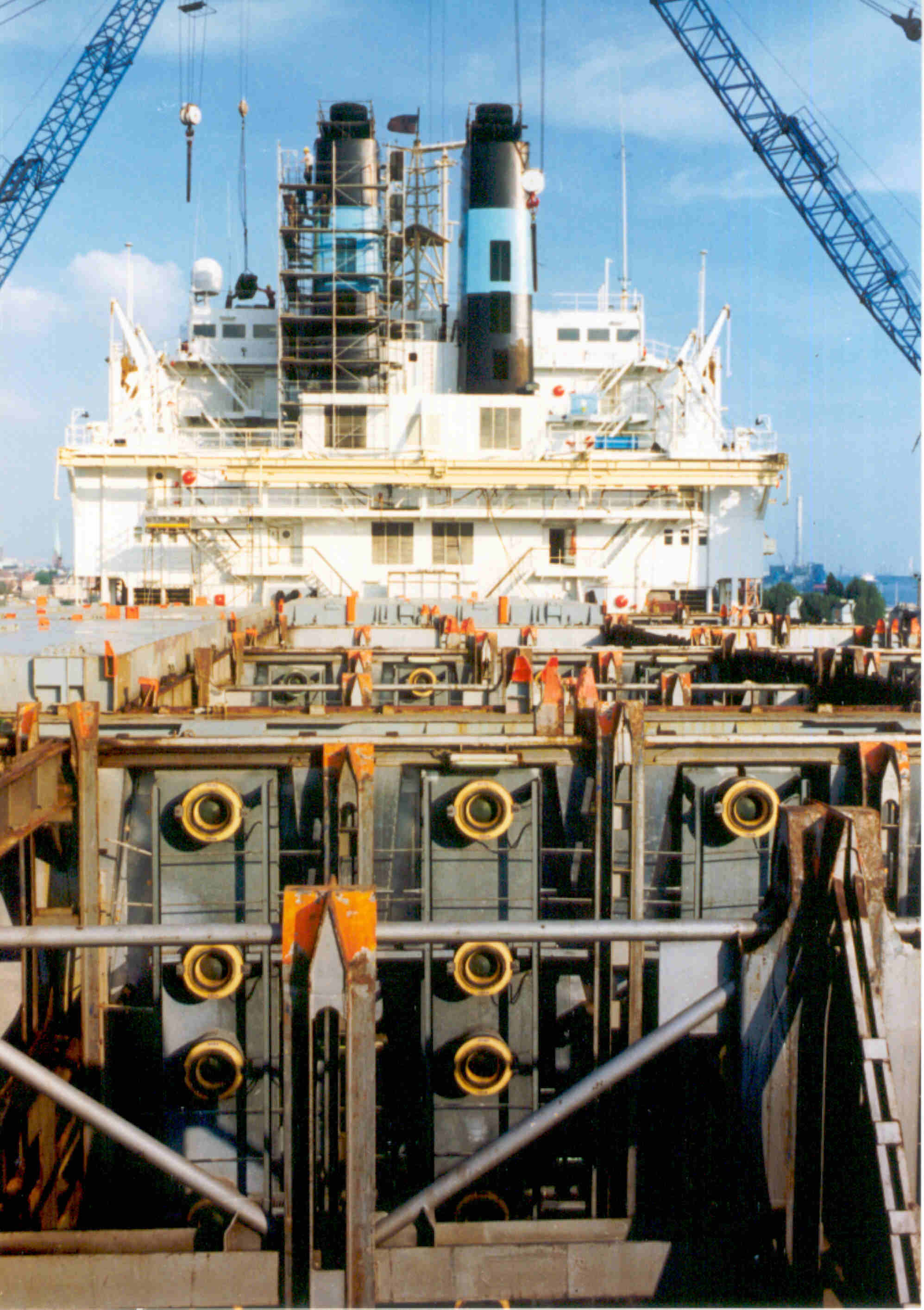
Blick auf die vertikalen Kühlstäbe in dem Laderaum eines Kühlcontainerschiffes

Kühlschiffe (Definition: alle Laderäume sind isoliert und werden gekühlt) und Kühlcontainerschiffe für Porthole-Container sind mit schiffsfesten Ladungskühlanlagen ausgerüstet. Das Herz jeder Ladungskühlanlage sind die Kältemittel-Verdichter des Kältesystems.
Man unterscheidet zwischen indirekten und direkten Ladungskühlanlagen.

## Indirekte Ladungskühlanlagen
Indirekte Ladungskühlanlagen bestehen aus dem
- Kältesystem zur Kälteerzeugung mit dem niedrig siedenden Kältemittel
- Solesystem zur Kälteübertragung vom Kältesystem zu den Laderäumen
- Luftsystem zur Wärmeabfuhr aus dem Laderaum
- Kühlwassersystem zur Wärmeabfuhr im Kondensator im Kältesystem.

## Direkte Ladungskühlanlagen
Bei direkten Ladungskühlanlagen werden die Verdampfer im Laderaum oder im Kühlstab (Porthole-Container) installiert und das Solesystem entfällt. Sie werden entweder
- zentral in der Regel im Maschinenraum oder
- dezentral in den Deckshäusern/Seitengängen in der Nähe der Luftkühler installiert.

## Ausführungen

### Beispiel Kühlschiff
Die modernen mittelgroßen Kühlschiffe haben vier Luken und vier Decks, dadurch ergeben sich insgesamt 16 Kühlladeräume, die in 8 bis 16 Temperaturzonen unterteilt werden können. Jede Temperaturzone ist mit zwei oder mehr Kältemittelverdampfern (direktes System) oder Luftkühlern (indirektes System) ausgestattet und kann eine andere, von der Ladung abhängige Laderaumtemperatur fahren. Die Wärmeabfuhr aus den Laderäumen erfolgt mit Hilfe von Lüftern über die Kältemittelverdampfer (bzw. Luftkühler).

### Beispiel Kühlcontainerschiff mit Portholecontainern

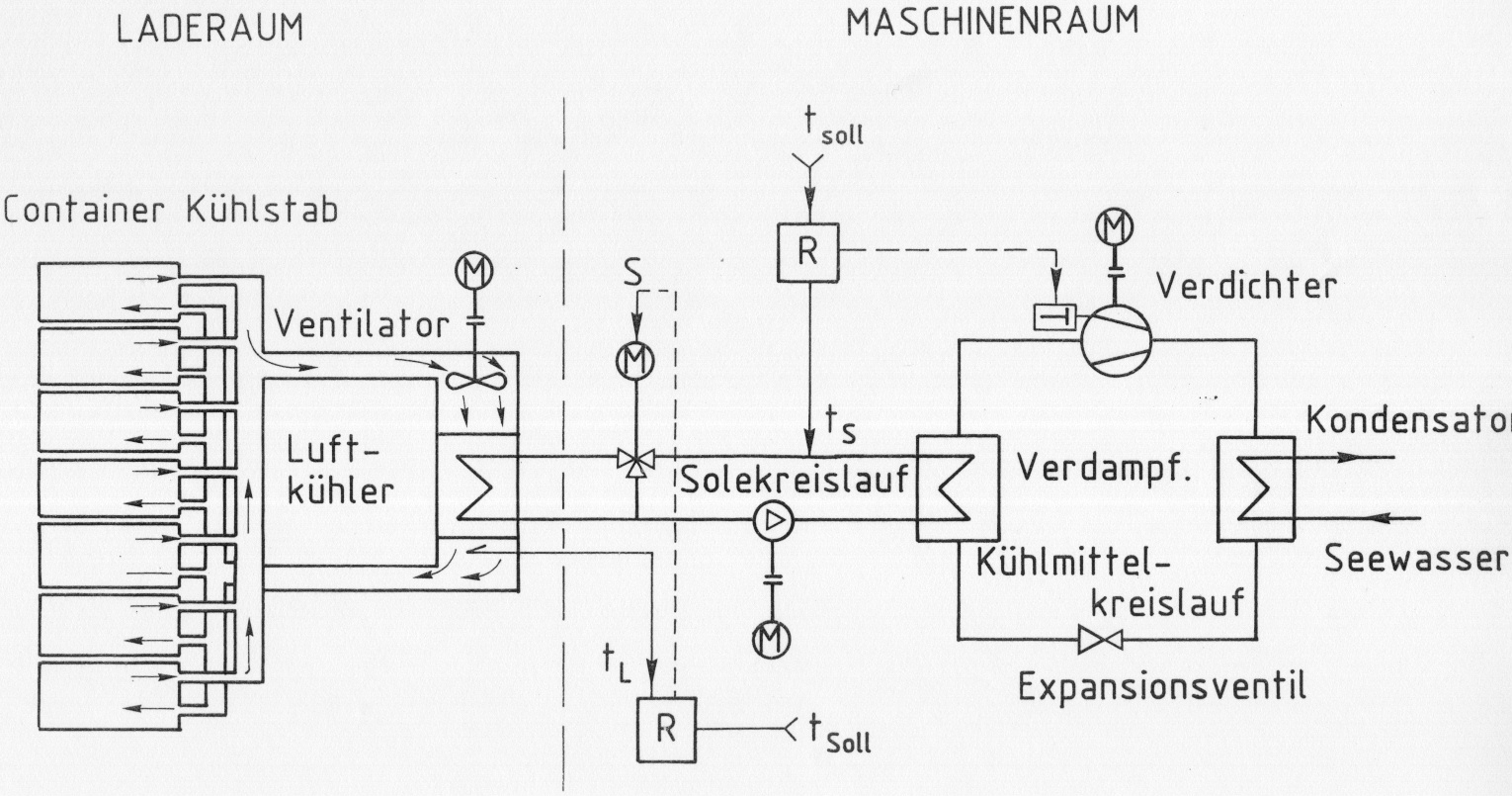
Schiffsfeste Kälteanlage und Solesystem zur Versorgung der Porthole-Kühlcontainer

Auf einem Kühlcontainerschiff befindet sich die Kühlladung in isolierten Containern, die auf dem Schiff an ein schiffsfestes Luftkühlsystem angeschlossen werden, wie es die schematische Grafik zeigt. Darin sind das Kältesystem zur Kälteerzeugung, das Solesystem zur Kälteübertragung vom Kältesystem zu den Kühlstäben in den Laderäumen und das Luftsystem zur Wärmeabfuhr aus dem Portholecontainer im Laderaum dargestellt. Das Kühlwassersystem zur Wärmeabfuhr im Kondensator des Kältesystems ist angedeutet. Die isolierten Kühlstäbe bestehen aus zwei vertikalen Luftkanälen, einem Lüfter, einem Luftkühler, einer Temperaturregelung und pro Kühlcontainer je zwei horizontal verschiebbaren Kupplungen zum Anschluss der Kühlcontainer.